# Collide with the Sky World Tour
Die Collide with the Sky World Tour war die erste Welttournee der US-amerikanischen Post-Hardcore-Band Pierce the Veil. Sie war ein Zusammenschluss mehrerer überkontinentaler Konzertreisen der Band um ihr drittes Studioalbum, Collide with the Sky, zu bewerben. Insgesamt spielte die Gruppe 226 Shows auf fünf Kontinente. Die Tournee startete am 16. Juni 2012 in den Vereinigten Staaten und endete am 8. Dezember 2013 in Helsinki, der Hauptstadt Finnlands.

## Hintergrund und Tourverlauf

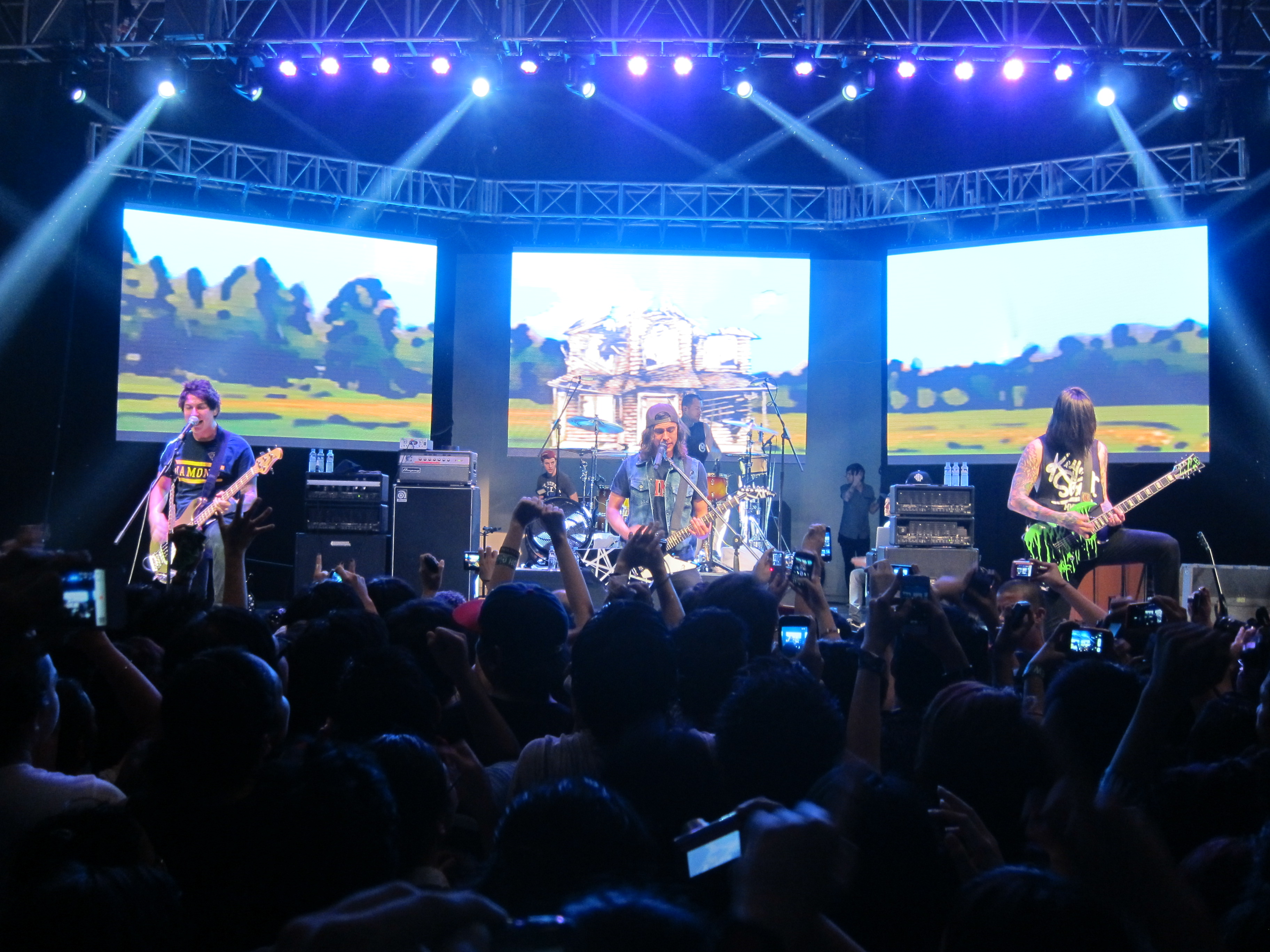
Pierce the Veil in Quezon City, Philippinen

Die Konzertreisen, allesamt eigenständig, wurden gespielt um das dritte Album der Band, Collide with the Sky (erschien am 27. Juli 2012 über Fearless Records) zu bewerben. Die erste Konzertreise spielte die Gruppe in den Vereinigten Staaten und Kanada im Rahmen der Warped Tour, bei der die Band erstmals auf der Hauptbühne (Kia Rio Stage) auftrat. Bei dem Stück King for a Day trat Sleeping with Sirens-Frontmann Kellin Quinn auf jeder Show während der Warped Tour mit Pierce the Veil auf. Diese Konzertreise umfasste insgesamt 41 Auftritte.
Im September 2012 folgte die erste Headliner-Tournee durch das Vereinigte Königreich. Diese Konzertreise dauerte knapp zwei Wochen und umfasste elf Shows. Als Vorbands trat Crown the Empire aus den Vereinigten Staaten auf. Im Oktober spielte Pierce the Veil die Collide with the Sky Tour, welche erneut durch die USA führte. Die 32 Auftritte umfassende Tournee wurde von Sleeping with Sirens (USA), sowie von Hands Like Houses (Australien) und Tonight Alive (Australien) begleitet. Diese endete am 23. November 2012.

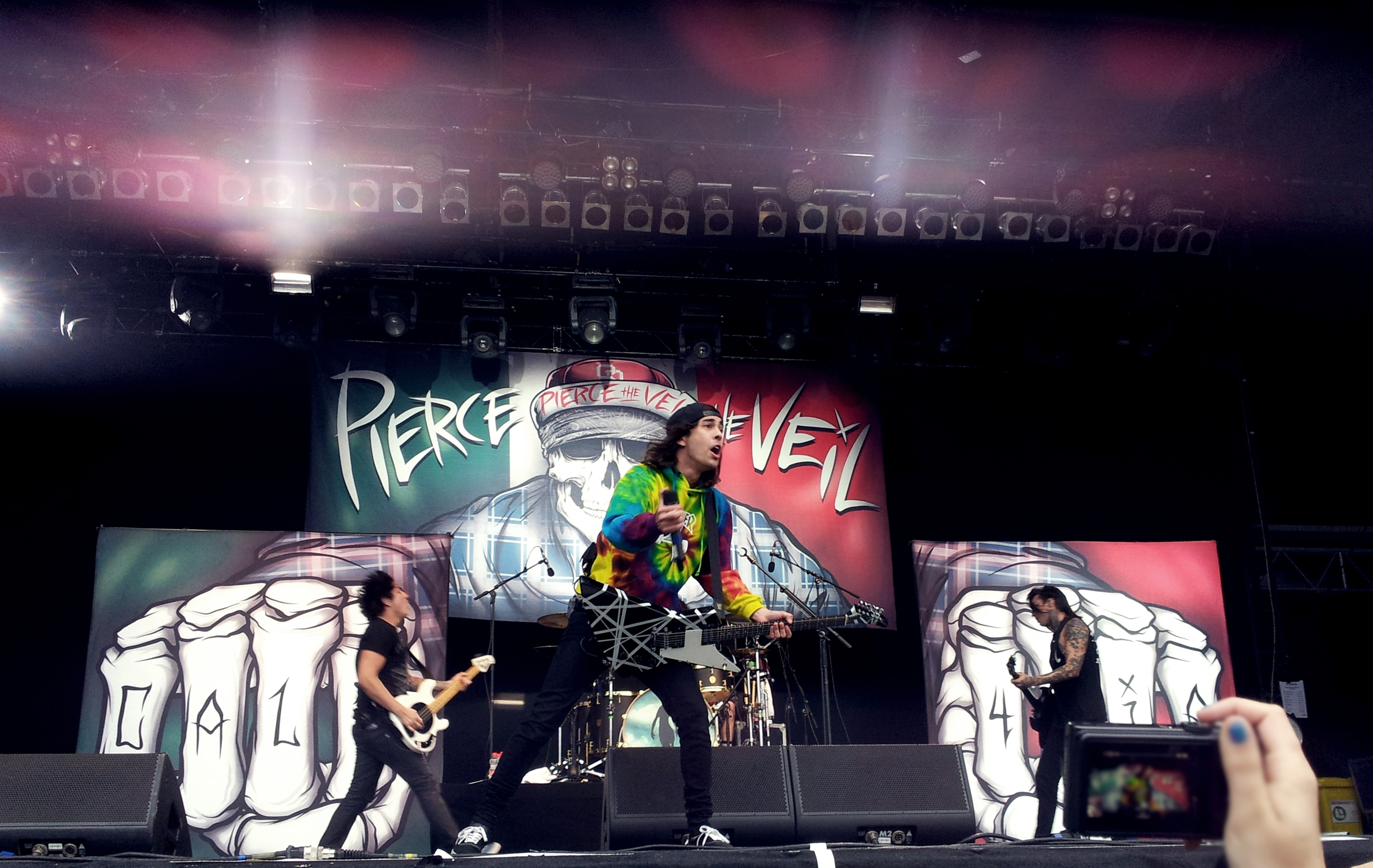
Pierce the Veil bei Rock am Ring

Im Februar 2013 spielten Pierce the Veil erstmals Konzerte in Südostasien. Es war die erste Co-Headliner-Tournee der Band mit Sleeping with Sirens. Die Auftritte fanden in Singapur, Malaysia, auf den Philippinen, in Thailand und in Indonesien statt. Die Südostasien-Tournee endete am 20. Februar 2013. Das Konzert in Singapur kam nur zustande, da Fans der Bands in dem Land mehrere Online-Petitionen starteten, die die Veranstalter dazu veranlassten eine Zusatzshow am 15. Februar 2013 anzusetzen. Drei Tage nach dem Tourende in Südostasien flogen die Musiker nach Australien um am Soundwave Festival teilnehmen zu können. Alle fünf Konzerte des Festivals waren ausverkauft. Am 14. März 2013 startete die Street Youth Rising Tour, die von Memphis May Fire, Letlive und Issues begleitet wurde. Diese Konzertreise umfasste 16 Shows und endete am 4. April 2013. Eine Woche nach dem Ende der Street Youth Rising Tour gingen die Musiker ein weiteres Mal auf Tour. Diese hieß Spring Fever Tour und lief vom 11. April 2013 bis zum 12. Mai 2013. Pierce the Veil waren mit All Time Low Co-Headliner dieser Konzertreise, die 25 Auftritte hatte. Als Begleiter spielten Mayday Parade (USA) und You Me at Six (Vereinigtes Königreich). Das Konzert am 3. Mai 2013 im Congress Theatre in Chicago war binnen weniger Stunden ausverkauft, sodass am 26. April 2013 beschlossen wurde das Konzert in das wesentlich größere Sears Centre zu verlegen.
Am 15. Mai 2013 startete die Gruppe eine weitere Headliner-Tour durch das Vereinigte Königreich und der Republik Irland. Die 16 Konzerte fassende Tour wurde von Woe, Is Me begleitet. Diese Tour endete am 5. Juni 2013. Im Rahmen dieser Tour spielte die Band erstmals auf dem Slam Dunk Festival. Am 8. und 9. Juni 2013 spielte Pierce the Veil erstmals bei Rock im Park und Rock am Ring. Einen Monat später folgte die erste Lateinamerika-Tour der Band, welche durch Brasilien, Argentinien, Chile und Mexiko führte. Zwischen dem 11. August 2013 und dem 21. August 2013 spielten die Musiker eine Support-Tournee mit The Ghost Inside für A Day to Remember durch Kanada. Die Right Back At It Again Tour hatte sechs Auftritte. Danach spielte die Gruppe mit A Day to Remember, All Time Low und The Wonder Years die House Party Tour, welche zwischen dem 11. September 2013 und dem 24. Oktober 2013 lief. Diese Tour umfasste 27 Konzerte. Während dieser Tournee spielte die Band zwei Konzerte im Rahmen des Riot Fest in Chicago und Toronto, welche allerdings nicht zur Tournee gehören. Zwischen dem 30. Oktober 2013 und dem 8. Dezember 2013 spielte die Gruppe eine ausgedehnte Europatour mit Sights and Sounds aus Kanada als Vorband für Bring Me the Horizon. Die Nachfrage war im Vereinigten Königreich so groß, dass der Veranstalter (Marek Lieberberg) drei Zusatzshows in London, Birmingham und Manchester ansetzte. Das letzte Konzert der 33 Konzerte fassenden Tour fand in Helsinki, der Hauptstadt Finnlands statt.

## Vorbands

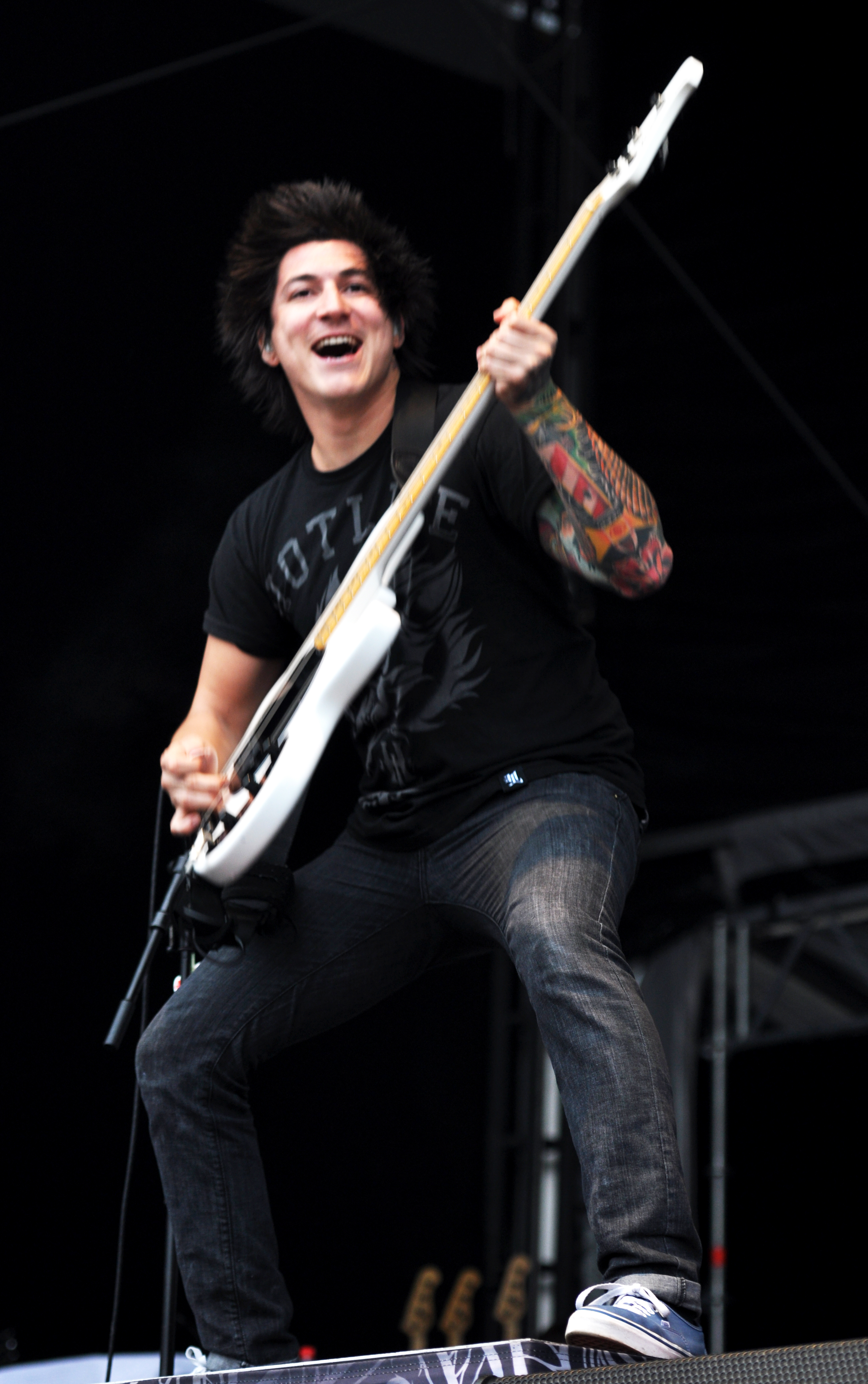
Jaime Preciado – E-Bass, Gesang
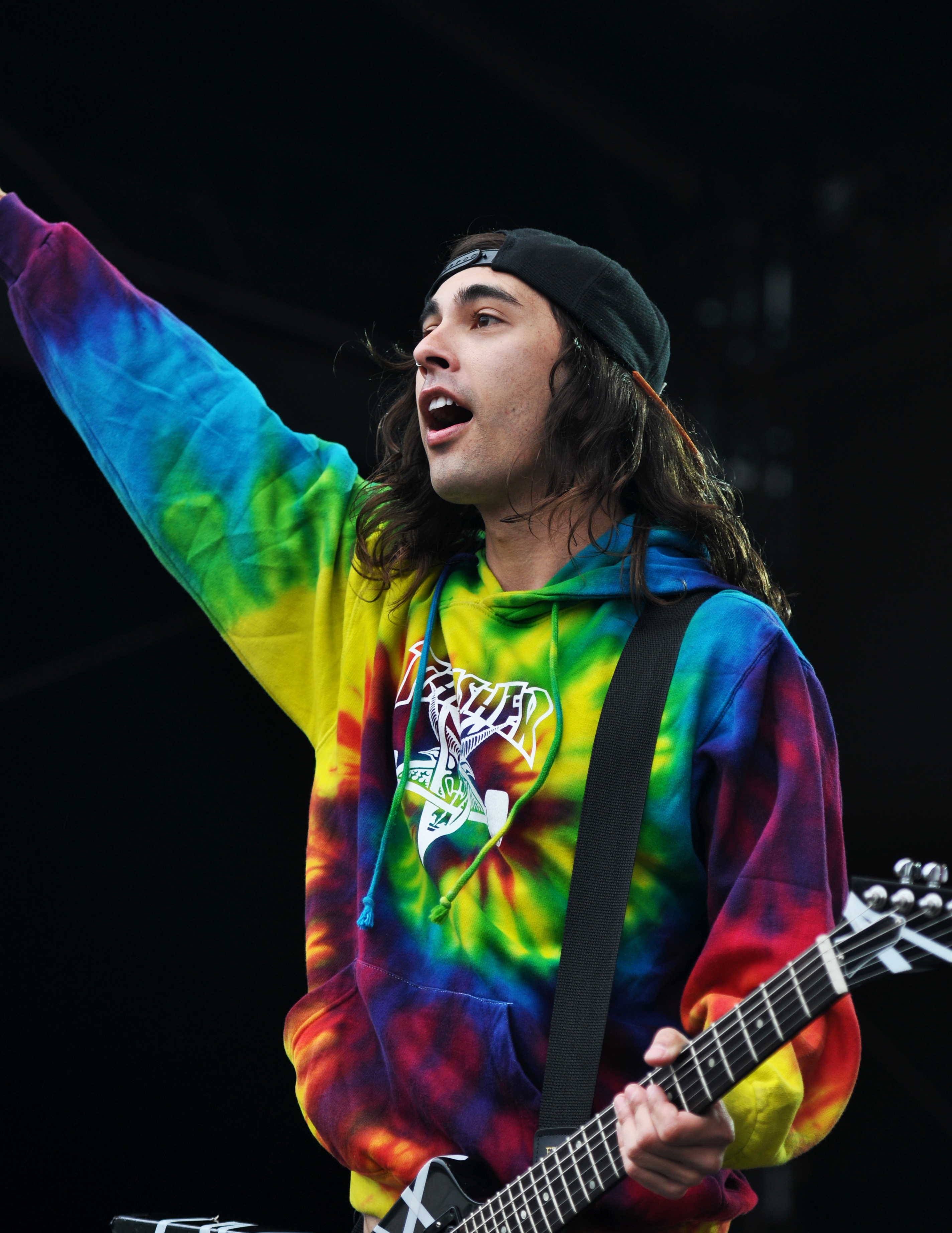
Vic Fuentes – Gesang, E-Gitarre
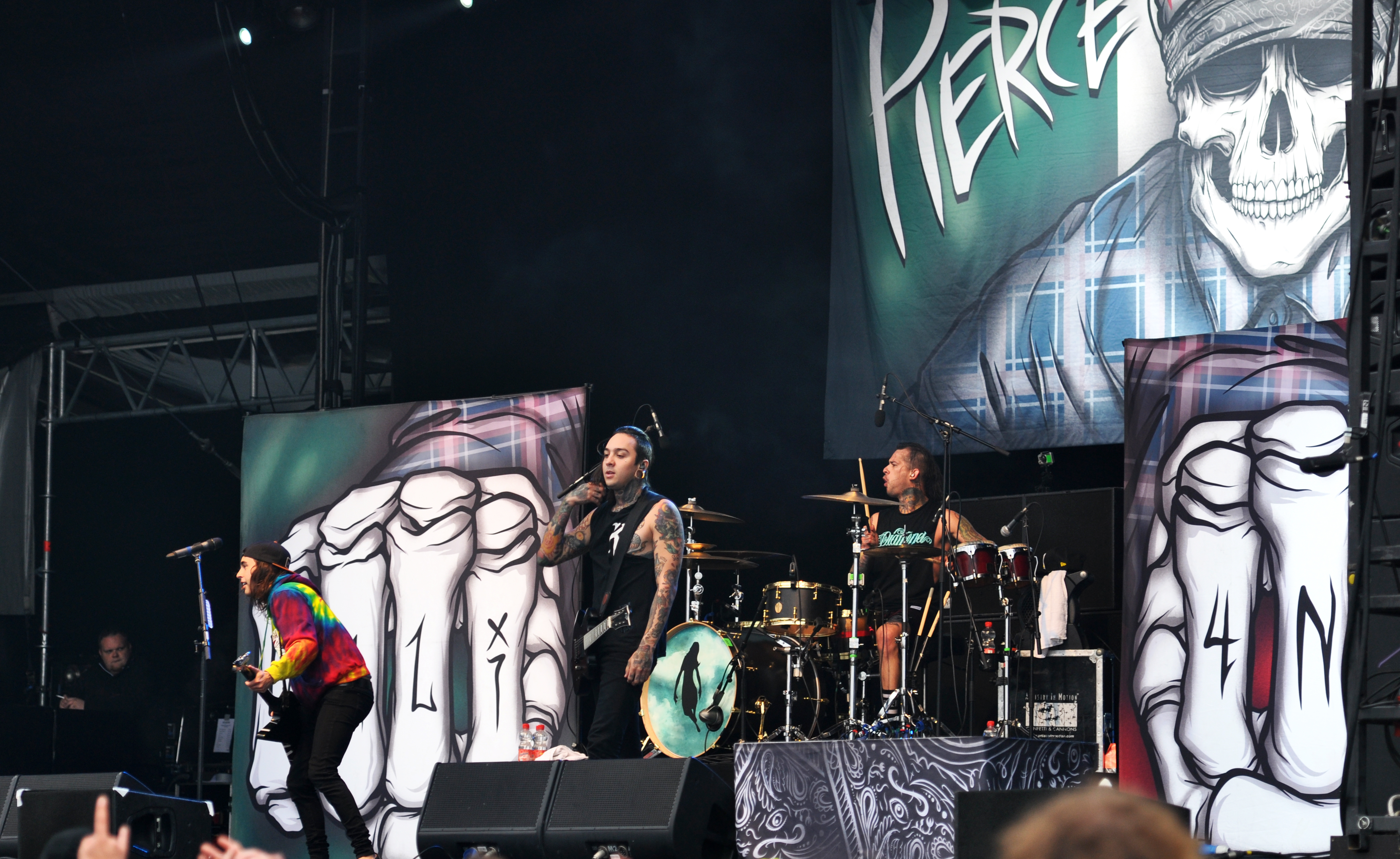
Pierce the Veil bei Rock am Ring
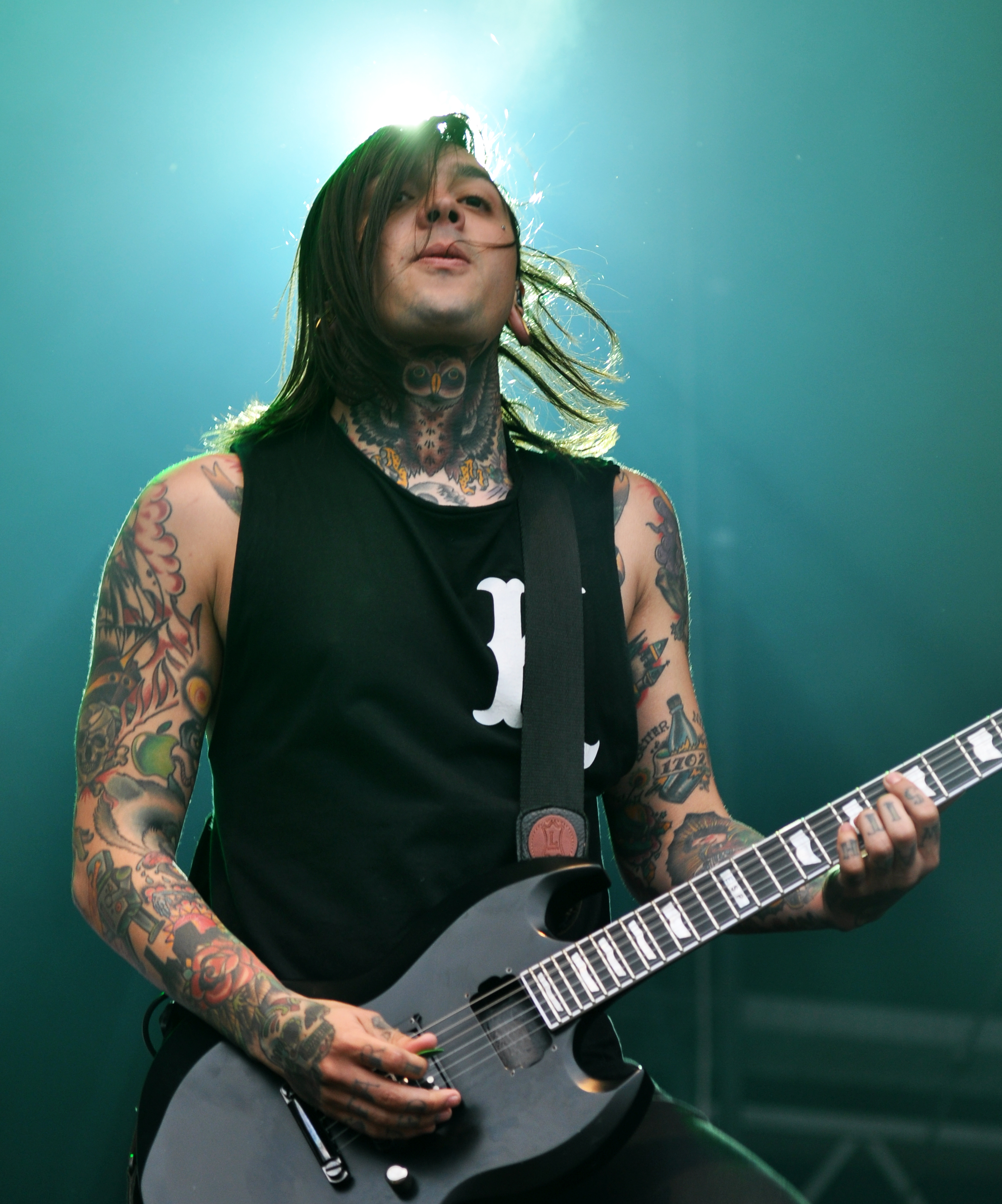
Tony Perry – E-Gitarre
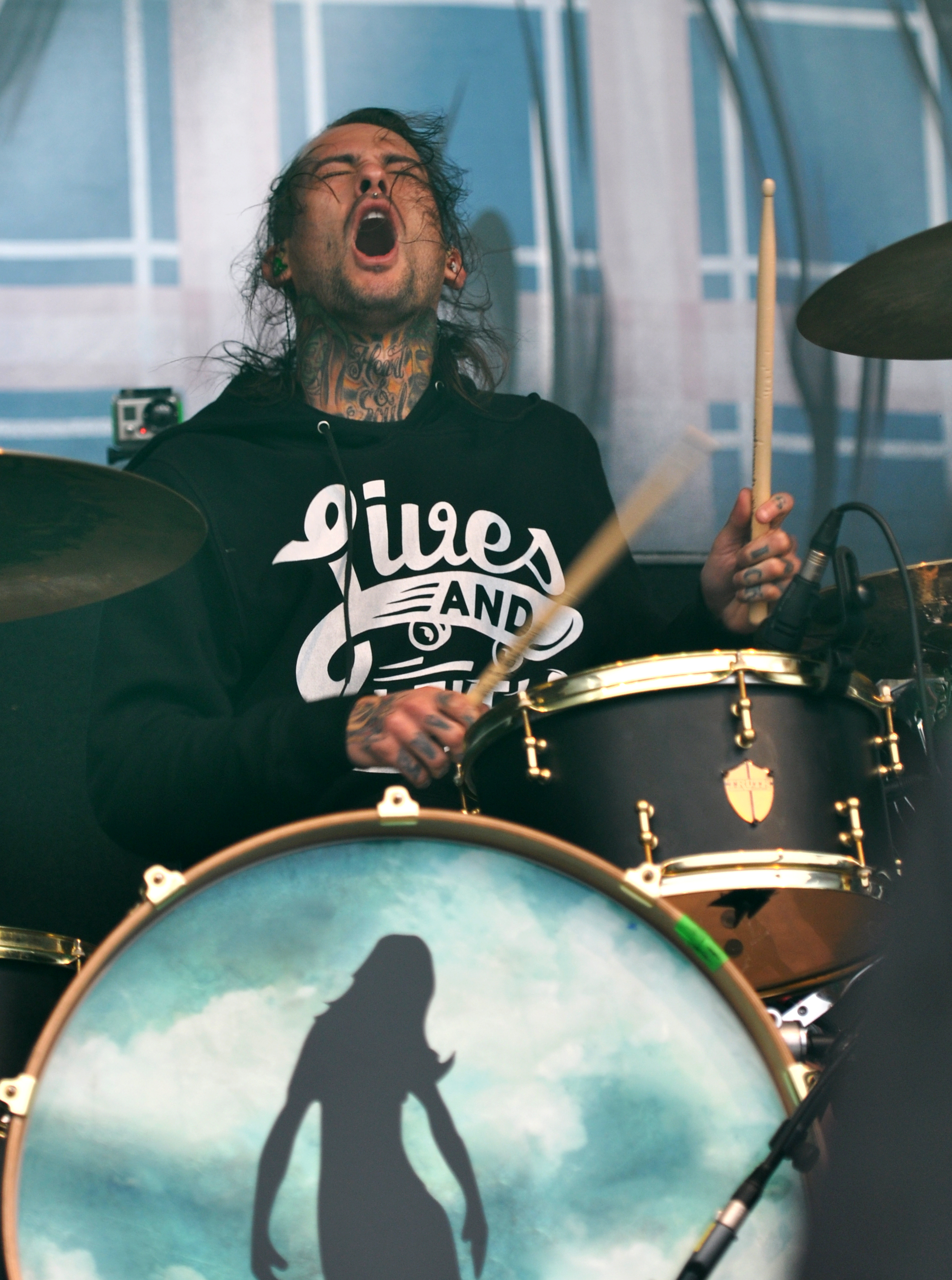
Mike Fuentes – Schlagzeug

- u. a. Miss May I, Motionless in White, Breathe Carolina und Blessthefall (Warped Tour 2012-Hauptbühne: 6. Juni – 5. August 2012, 41 Konzerte)
- Crown the Empire, The Getaway Plan (UK-Tour 2012: 16.–28. September 2012, 11 Konzerte)[1]
- Sleeping with Sirens, Tonight Alive, Hands Like Houses (Collide with the Sky Tour: 12. Oktober 2012 – 23. November 2012, 32 Konzerte)[2]
- Sleeping with Sirens (Co-Headliner), Achilous (Singapur) (Südostasien-Tour: 16.–20. Februar 2013, 5 Konzerte)[3][4]
- u. a. Red Fang, Danko Jones und Sylosis (Soundwave Festival: 23. Februar 2013 – 4. März 2013, 5 Konzerte)[5]
- Memphis May Fire, Letlive, Issues (Street Youth Rising Tour: 14. März 2013 – 4. April 2013, 16 Konzerte)[7]
- All Time Low (Co-Headliner), Mayday Parade, You Me at Six (Spring Fever Tour: 11. April 2013 – 12. Mai 2013, 25 Konzerte)[8]
- Woe, Is Me (Spring UK Tour: 15. Mai 2013 – 5. Juni 2013, 13 Konzerte)[10]
- u. a. Five Finger Death Punch, Coheed and Cambria, Newsted und Coal Chamber (Rock im Park 2013-Clubstage: 8. Juni 2013, 1 Konzert)[19]
- u. a. Escape the Fate, In This Moment, Nekrogoblikon und Bullet (Rock am Ring 2013-Clubstage: 9. Juni 2013, 1 Konzert)[19]
- The Ghost Inside, A Day to Remember (Headliner) (Right Back At It Again Tour: 11.–21. August 2013, 6 Konzerte)[13]
- All Time Low, A Day to Remember (Headliner), The Wonder Years (US House Party Tour: 11. September 2013 – 24. Oktober 2013, 27 Konzerte)[20][21]
- Sights and Sounds, Bring Me the Horizon (Headliner) (Sempiternal Europe Tour: 30. Oktober 2013 – 8. Dezember 2013, 33 Konzerte)[18]

## Kontroversen

### Australien
| Geplante Show |                   |                       |                                                             |
| Datum         | Stadt, Land       | Veranstaltungsort     | Auftritt absolviert?                                        |
| 4. März 2013  | Perth, Australien | Claremont Showgrounds | Teilweise, Abbruch durch den Veranstalter während des Sets. |

Am 4. März 2013 musste die Gruppe ihr Set in Perth, Australien abbrechen, da es zu einer politischen Kontroverse zwischen der Regierung in Western Australia und dem Veranstalter des Soundwave Festivals kam. Während Metallica (einer der Headliner) ihr komplettes Set vor 45.000 Besuchern beenden konnte, waren Bands wie The Offspring, The Amity Affliction und eben Pierce the Veil gezwungen ihr laufendes Set abzubrechen und zu beenden. Dieser Vorfall ist auf der Tour-Dokumentation This Is a Wasteland, die am 25. November 2013 mit einer Neu-Auflage des Albums Collide with the Sky erschien, dokumentiert.

## Setlists

### Warped Tour 2012
- Besitos[23]
- Bulletproof Love[23]
- King for a Day (feat. Kellin Quinn)[23]
- Caraphernelia[23]
- The Boy Who Could Fly[23]

### UK-Tour 2012
- May These Noises Startle You in Your Sleep Tonight
- Hell Above
- A Match Into Water
- Disasterology
- Bulletproof Love
- Bulls in the Bronx
- Hold On Till May
- Besitos
- Southern Constellations
- The Boy Who Could Fly
- Caraphernelia
- King for a Day

### Collide with the Sky Tour
- May These Noises Startle You in Your Sleep[24]
- Hell Above[24]
- A Match Into Water[24]
- Disasterology[24]
- Bulletproof Love[24]
- Bulls in the Bronx[24]
- Besitos[24]
- Hold on Till May[24]
- Yeah Boy and Doll Face (acoustic)[24]
- Southern Constellations[24]
- The Boy Who Could Fly[24]
- Caraphernelia[24]
- King for a Day[24]

### Südostasien-Tour
- Intro (May These Noises Startle You In Your Sleep Tonight)[4]
- Hell Above[4]
- Disasterology[4]
- A Match into Water[4]
- Besitos[4]
- Bulletproof Love[4]
- Hold on Till May[4]
- I’m Low on Gas and You Need a Jacket[4]
- Caraphernelia[4]
- Bulls in the Bronx[4]
- King for a Day[4]

### Soundwave 2013
- May These Noises Startle You in Your Sleep Tonight
- Hell Above
- A Match into Water
- Bulletproof Love
- Caraphernelia
- Bulls in the Bronx
- King for a Day

### Street Youth Rising Tour
- May These Noises Startle You in Your Sleep Tonight[25]
- Hell Above[25]
- Disasterology[25]
- A Match into Water[25]
- Besitos[25]
- Bulletproof Love[25]
- Hold On Till May[25]
- Tangled in the Great Escape[25]
- Caraphernelia[25]
- Bulls in the Bronx[25]
- King for a Day[25]

### Spring Fever Tour
- May These Noises Startle You In Your Sleep Tonight[26]
- Hell Above[26]
- Disasterology[26]
- A Match into Water[26]
- Besitos[26]
- Bulletproof Love[26]
- Hold On Till May[26]
- Tangled in the Great Escape[26]
- Caraphernelia[26]
- Bulls in the Bronx[26]
- I’m Low on Gas and You Need a Jacket (acoustic)[26]
- King for a Day[26]

### UK Spring Tour 2013
- May These Noises Startle You in Your Sleep Tonight
- Hell Above
- Disasterology
- A Match into Water
- Besitos
- Bulletproof Love
- Hold On Till May
- I'm Low on Gas and You Need a Jacket (Acoustic)
- Caraphernelia
- Bulls in the Bronx
- King for a Day

### Rock am Ring und Rock im Park 2013
- May These Noises Startle You in Your Sleep Tonight[27]
- Hell Above[27]
- A Match into Water[27]
- Caraphernelia[27]
- Bulls in the Bronx[27]
- King for a Day[27]

### Lateinamerika-Tour
- May These Noises Startle You in Your Sleep
- Hell Above
- Disasterology
- A Match into Water
- Besitos
- Bulletproof Love
- Hold On Till May
- I'm Low on Gas and You Need a Jacket (Acoustic version)
- Caraphernelia
- Bulls in the Bronx
- King for a Day

### Right Back At It Again Tour
- Intro[28]
- Bulls in the Bronx[28]
- Hell Above[28]
- Bulletproof Love[28]
- Hold On Till May[28]
- A Match into Water[28]
- Stained Glass Eyes and Colorful Tears[28]
- Caraphernelia[28]
- King for a Day[28]

### House Party Tour
- Bulls in the Bronx[29]
- Hell Above[29]
- Bulletproof Love[29]
- Stained Glass Eyes and Colorful Tears[29]
- A Match into Water[29]
- Caraphernelia[29]
- King for a Day[29]

### Sempiternal Euro Tour 2013
- Bulls in the Bronx[30]
- Hell Above[30]
- Bulletproof Love[30]
- Hold On Till May[30]
- A Match into Water[30]
- Stained Glass Eyes and Colorful Tears[30]
- Caraphernelia[30]
- King for a Day[30]

## Tourdaten

### Warped Tour 2012
| Datum           | Stadt                     | Land               | Veranstaltungsort                          |
| --------------- | ------------------------- | ------------------ | ------------------------------------------ |
| 16. Juni 2012   | Salt Lake City            | Vereinigte Staaten | Utah State Fairpark                        |
| 17. Juni 2012   | Denver                    | Vereinigte Staaten | Sports Authority Field at Mile High        |
| 20. Juni 2012   | Paradise                  | Vereinigte Staaten | Luxor Hotel Parking Lot                    |
| 21. Juni 2012   | Irvine                    | Vereinigte Staaten | Orange County Great Park                   |
| 22. Juni 2012   | Pomona                    | Vereinigte Staaten | Pomona Fairplex                            |
| 23. Juni 2012   | San Francisco             | Vereinigte Staaten | AT&T Park                                  |
| 24. Juni 2012   | Ventura                   | Vereinigte Staaten | Ventura County Fairgrounds                 |
| 27. Juni 2012   | Chula Vista               | Vereinigte Staaten | Sleep Train Amphitheatre                   |
| 28. Juni 2012   | Phoenix                   | Vereinigte Staaten | Camelbank Ranch                            |
| 29. Juni 2012   | Las Cruces                | Vereinigte Staaten | New Mexico State University Practice Field |
| 30. Juni 2012   | San Antonio               | Vereinigte Staaten | AT&T Center                                |
| 01. Juli 2012   | Houston                   | Vereinigte Staaten | Reliant Center                             |
| 03. Juli 2012   | Dallas                    | Vereinigte Staaten | Gexa Energy Pavilion                       |
| 05. Juli 2012   | Maryland Heights          | Vereinigte Staaten | Verizon Wireless Amphitheater              |
| 06. Juli 2012   | Auburn Hills              | Vereinigte Staaten | The Palace of Auburn Hills                 |
| 07. Juli 2012   | Tinley Park               | Vereinigte Staaten | First Midwest Bank Amphitheatre            |
| 08. Juli 2012   | Shakopee                  | Vereinigte Staaten | Canterbury Park                            |
| 09. Juli 2012   | Bonner Springs            | Vereinigte Staaten | Sandstone Amphitheater                     |
| 10. Juli 2012   | Noblesville               | Vereinigte Staaten | Klipsch Music Center                       |
| 11. Juli 2012   | Cuyahoga Falls            | Vereinigte Staaten | Blossom Music Center                       |
| 12. Juli 2012   | Burgettstown              | Vereinigte Staaten | First Niagara Pavilion                     |
| 13. Juli        | Holmdel                   | Vereinigte Staaten | PNC Bank Arts Center                       |
| 14. Juli 2012   | Montreal                  | Kanada             | Parc Jean-Drapeau                          |
| 15. Juli 2012   | Toronto                   | Kanada             | Molson Canadian Amphitheatre               |
| 17. Juli 2012   | Corfu (Genesee County)    | Vereinigte Staaten | Darien Lake Performing Arts Center         |
| 18. Juli 2012   | Scranton                  | Vereinigte Staaten | Toyota Pavilion at Montage Mountain        |
| 19. Juli 2012   | Mansfield (Massachusetts) | Vereinigte Staaten | Comcast Center                             |
| 20. Juli 2012   | Camden                    | Vereinigte Staaten | Susquehanna Bank Center                    |
| 21. Juli 2012   | Hempstead                 | Vereinigte Staaten | Nassau Veterans Memorial Coliseum          |
| 22. Juli 2012   | Hartford                  | Vereinigte Staaten | Comcast Theatre                            |
| 24. Juli 2012   | Columbia                  | Vereinigte Staaten | Merriweather Post Pavilion                 |
| 25. Juli 2012   | Virginia Beach            | Vereinigte Staaten | Farm Bureau Live                           |
| 26. Juli 2012   | Atlanta                   | Vereinigte Staaten | Aaron's Amphitheatre at Lakewood           |
| 27. Juli 2012   | Orlando                   | Vereinigte Staaten | Central Florida Fairgrounds                |
| 28. Juli 2012   | West Palm Beach           | Vereinigte Staaten | Cruzan Amphitheatre                        |
| 29. Juli 2012   | Saint Petersburg          | Vereinigte Staaten | Vinoy Park                                 |
| 30. Juli 2012   | Charlotte                 | Vereinigte Staaten | Verizon Wireless Amphitheatre              |
| 31. Juli 2012   | Cincinnati                | Vereinigte Staaten | Riverbend Music Center                     |
| 01. August 2012 | Milwaukee                 | Vereinigte Staaten | Marcus Amphitheater                        |
| 04. August 2012 | Auburn                    | Vereinigte Staaten | White River Amphitheatre                   |
| 05. August 2012 | Portland                  | Vereinigte Staaten | Rose Quarter Riverfront                    |

### UK-Tour 2012
| Datum              | Stadt               | Land       | Veranstaltungsort   |
| ------------------ | ------------------- | ---------- | ------------------- |
| 16. September 2012 | Leeds               | England    | Cockpit 2           |
| 17. September 2012 | Newcastle-upon-Tyne | England    | Newcastle Academy 2 |
| 18. September 2012 | Glasgow             | Schottland | Ivory Blacks        |
| 20. September 2012 | Nottingham          | England    | Rock City Basement  |
| 21. September 2012 | London              | England    | Underworld          |
| 22. September 2012 | Birmingham          | England    | Asylum              |
| 23. September 2012 | Manchester          | England    | Moho Live           |
| 25. September 2012 | Southampton         | England    | Joiners             |
| 26. September 2012 | Cardiff             | Wales      | Club Ifor Back      |
| 27. September 2012 | Bristol             | England    | The Fleece          |
| 28. September 2012 | Kingston            | England    | The Peel            |

### Collide with the Sky Tour
| Datum             | Stadt                      | Land               | Veranstaltungsort          |
| ----------------- | -------------------------- | ------------------ | -------------------------- |
| 12. Oktober 2012  | Pomona, Kalifornien        | Vereinigte Staaten | The Glass House            |
| 13. Oktober 2012  | San Diego, Kalifornien     | Vereinigte Staaten | SOMA                       |
| 14. Oktober 2012  | Mesa, Arizona              | Vereinigte Staaten | Nile Theatre               |
| 17. Oktober 2012  | Dallas, Texas              | Vereinigte Staaten | The Door                   |
| 18. Oktober 2012  | San Antonio, Texas         | Vereinigte Staaten | White Rabbit               |
| 19. Oktober 2012  | Houston, Texas             | Vereinigte Staaten | Warehouse Live             |
| 21. Oktober 2012  | Nashville, Tennessee       | Vereinigte Staaten | Rocketown                  |
| 23. Oktober 2012  | Orlando, Florida           | Vereinigte Staaten | The Plaza Theatre          |
| 24. Oktober 2012  | Ft. Lauderdale, Florida    | Vereinigte Staaten | Culture Room               |
| 25. Oktober 2012  | St. Petersburg, Florida    | Vereinigte Staaten | The State Theatre          |
| 26. Oktober 2012  | Atlanta, Georgia           | Vereinigte Staaten | The Masquerade             |
| 27. Oktober 2012  | Greensboro, North Carolina | Vereinigte Staaten | Greene Street              |
| 28. Oktober 2012  | Towson, Maryland           | Vereinigte Staaten | Recher Theatre             |
| 30. Oktober 2012  | Philadelphia, Pennsylvania | Vereinigte Staaten | Theater Of The Living Arts |
| 31. Oktober 2012  | Clifton Park, New York     | Vereinigte Staaten | Northern Lights            |
| 02. November 2012 | Worcester, Maryland        | Vereinigte Staaten | The Palladium              |
| 03. November 2012 | Montreal, Québec           | Kanada             | Theatre Corona             |
| 04. November 2012 | Toronto, Ontario           | Kanada             | The Opera House            |
| 06. November 2012 | Pittsburgh, Pennsylvania   | Vereinigte Staaten | Mr Smalls                  |
| 07. November 2012 | Cleveland, Ohio            | Vereinigte Staaten | Houses Of Blues            |
| 08. November 2012 | Pontiac, Michigan          | Vereinigte Staaten | The Crofoot                |
| 09. November 2012 | Chicago, Illinois          | Vereinigte Staaten | Houses Of Blues            |
| 10. November 2012 | Minneapolis, Minnesota     | Vereinigte Staaten | Cabooze                    |
| 12. November 2012 | Denver, Colorado           | Vereinigte Staaten | The Summit Music Hall      |
| 14. November 2012 | Salt Lake City, Utah       | Vereinigte Staaten | In The Venue               |
| 16. November 2012 | Seattle, Washington        | Vereinigte Staaten | The Corazon                |
| 17. November 2012 | Portland, Oregon           | Vereinigte Staaten | Wonder Ballroom            |
| 18. November 2012 | Sacramento, Kalifornien    | Vereinigte Staaten | Ace of Spades              |
| 20. November 2012 | San Francisco, Kalifornien | Vereinigte Staaten | Slims                      |
| 21. November 2012 | Los Angeles, Kalifornien   | Vereinigte Staaten | House of Blues             |
| 22. November 2012 | Las Vegas, Nevada          | Vereinigte Staaten | Hard Rock Café             |

### California Metalfest
| Datum             | Stadt                       | Land               | Veranstaltungsort     |
| ----------------- | --------------------------- | ------------------ | --------------------- |
| 24. November 2012 | San Bernardino, Kalifornien | Vereinigte Staaten | California Metal Fest |

### Südostasien-Tour
| Datum            | Stadt                | Land        | Veranstaltungsort     |
| ---------------- | -------------------- | ----------- | --------------------- |
| 15. Februar 2013 | Singapur             | Singapur    | Scape Warehouse       |
| 16. Februar 2013 | Manila (Quezon City) | Philippinen | SM Skydome            |
| 17. Februar 2013 | Petaling Jaya        | Malaysia    | SunFlower Hall        |
| 19. Februar 2013 | Jakarta              | Indonesien  | Plaza Selatan Senayan |
| 23. Februar 2013 | Bangkok              | Thailand    | Mello Yello           |

### Soundwave Festival 2013
| Datum            | Stadt                     | Land       | Veranstaltungsort     |
| ---------------- | ------------------------- | ---------- | --------------------- |
| 23. Februar 2013 | Brisbane, Queensland      | Australien | RNA Showgrounds       |
| 24. Februar 2013 | Sydney, New South Wales   | Australien | Olympic Park          |
| 01. März 2013    | Melbourne, Victoria       | Australien | Flemington Racecourse |
| 02. März 2013    | Adelaide, South Australia | Australien | Bonython Park         |
| 04. März 2013    | Perth, Western Australia  | Australien | Claremont Showgrounds |

### Street Youth Rising Tour
| Datum          | Stadt                   | Land               | Veranstaltungsort       |
| -------------- | ----------------------- | ------------------ | ----------------------- |
| 14. März 2013  | Tucson, Arizona         | Vereinigte Staaten | Rialto Theatre          |
| 15. März 2013  | Albuquerque, New Mexico | Vereinigte Staaten | Sunshine Theater        |
| 16. März 2013  | El Paso, Texas          | Vereinigte Staaten | Tricky Falls            |
| 17. März 2013  | Lubbock, Texas          | Vereinigte Staaten | Jakes Sports Cafe       |
| 20. März 2013  | Pensacola, Florida      | Vereinigte Staaten | American Legion Post 33 |
| 21. März 2013  | Jacksonville, Florida   | Vereinigte Staaten | Roc Bar                 |
| 22. März 2013  | Raleigh, North Carolina | Vereinigte Staaten | Lincoln Theater         |
| 23. März 2013  | Lancaster, Pennsylvania | Vereinigte Staaten | Chameleon Club          |
| 24. März 2013  | Clifton Park, New York  | Vereinigte Staaten | Northern Lights         |
| 26. März 2013  | Poughkeepsie, New York  | Vereinigte Staaten | The Chance              |
| 28. März 2013  | Cincinnati, Ohio        | Vereinigte Staaten | Bogarts                 |
| 29. März 2013  | Grand Rapids, Michigan  | Vereinigte Staaten | The Intersection        |
| 30. März 2013  | Palatine, Illinois      | Vereinigte Staaten | Durty Nellie's          |
| 31. März 2013  | Des Moines, Indiana     | Vereinigte Staaten | Wooly's                 |
| 03. April 2013 | Reno, Nevada            | Vereinigte Staaten | Knitting Factory        |
| 04. April 2013 | Santa Cruz, Kalifornien | Vereinigte Staaten | The Catalyst            |

### Spring Fever Tour
| Datum          | Stadt                        | Land               | Veranstaltungsort              |
| -------------- | ---------------------------- | ------------------ | ------------------------------ |
| 11. April 2013 | Tulsa, Oklahoma              | Vereinigte Staaten | Cain's Ballroom                |
| 12. April 2013 | Dallas, Texas                | Vereinigte Staaten | Palladium Ballroom             |
| 13. April 2013 | San Antonio, Texas           | Vereinigte Staaten | Backstage Live                 |
| 14. April 2013 | Houston, Texas               | Vereinigte Staaten | Bayou Music Center             |
| 16. April 2013 | St. Petersburg, Florida      | Vereinigte Staaten | Jannus Live                    |
| 17. April 2013 | Lake Buena Vista, Florida    | Vereinigte Staaten | House of Blues                 |
| 18. April 2013 | Atlanta, Georgia             | Vereinigte Staaten | The Tabernacle                 |
| 19. April 2013 | Charlotte                    | Vereinigte Staaten | The Fillmore                   |
| 20. April 2013 | Pittsburgh, Pennsylvania     | Vereinigte Staaten | Stage AE                       |
| 21. April 2013 | Philadelphia, Pennsylvania   | Vereinigte Staaten | The Electric Factory           |
| 24. April 2013 | New York City, New York      | Vereinigte Staaten | Best Buy Theatre               |
| 26. April 2013 | Lowell, Massachusetts        | Vereinigte Staaten | Paul E. Tsongas Arena          |
| 27. April 2013 | West Long Branch, New Jersey | Vereinigte Staaten | The MAC at Monmouth University |
| 28. April 2013 | Towson, Maryland             | Vereinigte Staaten | Towson Center Arena            |
| 30. April 2013 | Rochester, New York          | Vereinigte Staaten | Main Street Armory             |
| 01. Mai 2013   | Detroit, Michigan            | Vereinigte Staaten | The Fillmore                   |
| 02. Mai 2013   | St. Louis, Missouri          | Vereinigte Staaten | The Pageant                    |
| 03. Mai 2013   | Chicago, Illinois            | Vereinigte Staaten | Sears Centre                   |
| 04. Mai 2013   | Milwaukee, Wisconsin         | Vereinigte Staaten | The Rave                       |
| 06. Mai 2013   | Denver, Colorado             | Vereinigte Staaten | Ogden Theatre                  |
| 08. Mai 2013   | Tempe, Arizona               | Vereinigte Staaten | Marquee Theatre                |
| 09. Mai 2013   | Hollywood, Kalifornien       | Vereinigte Staaten | Hollywood Palladium            |
| 10. Mai 2013   | San Diego, Kalifornien       | Vereinigte Staaten | SOMA                           |
| 11. Mai 2013   | San Diego, Kalifornien       | Vereinigte Staaten | SOMA                           |
| 12. Mai 2013   | San Francisco, Kalifornien   | Vereinigte Staaten | Warfield Theatre               |

### UK Spring Tour 2013
| Datum         | Stadt                              | Land            | Veranstaltungsort           |
| ------------- | ---------------------------------- | --------------- | --------------------------- |
| 15. Mai 2013  | Brighton                           | England         | Haunt                       |
| 16. Mai 2013  | Portsmouth                         | England         | Wedgewood Rooms             |
| 17. Mai 2013  | London                             | England         | Academy Islington           |
| 18. Mai 2013  | Bristol                            | England         | Fleece                      |
| 20. Mai 2013  | Dublin                             | Republik Irland | Academy I                   |
| 21. Mai 2013  | Derby                              | England         | Nerve Centre                |
| 22. Mai 2013  | Belfast                            | Nordirland      | Mandela Hall                |
| 25. Mai 2013  | Leeds (Slam Dunk Festival)         | England         | University of Leeds         |
| 26. Mai 2013  | Hatfield (Slam Dunk Festival)      | England         | University of Hertfordshire |
| 27. Mai 2013  | Wolverhampton (Slam Dunk Festival) | England         | Civic Hall                  |
| 30. Mai 2013  | Stoke-on-Trent                     | England         | Sugarmill                   |
| 31. Mai 2013  | Sheffield                          | England         | Corporation                 |
| 01. Juni 2013 | Newcastle-upon-Tyne                | England         | Academy II                  |
| 03. Juni 2013 | Manchester                         | England         | NQ Live                     |
| 04. Juni 2013 | Reading                            | England         | Sub 89                      |
| 05. Juni 2013 | Norwich                            | England         | Waterfront                  |

### Rock am Ring und Rock im Park
| Datum         | Stadt                   | Land        | Veranstaltungsort             |
| ------------- | ----------------------- | ----------- | ----------------------------- |
| 08. Juni 2013 | Nürnberg (Rock im Park) | Deutschland | Gelände um das Frankenstadion |
| 09. Juni 2013 | Nürburg (Rock am Ring)  | Deutschland | Nürburgring                   |

### Lateinamerika-Tour
| Datum         | Stadt             | Land        | Veranstaltungsort |
| ------------- | ----------------- | ----------- | ----------------- |
| 04. Juli 2013 | Buenos Aires      | Argentinien | Roxy Live         |
| 06. Juli 2013 | São Paulo         | Brasilien   | Carioca Club      |
| 07. Juli 2013 | Curitiba          | Brasilien   | Music Hall        |
| 09. Juli 2013 | Santiago de Chile | Chile       | Blondie           |
| 11. Juli 2013 | Mexiko-Stadt      | Mexiko      | José Cuervo Salón |
| 12. Juli 2013 | Guadalajara       | Mexiko      | F.bolko           |

### Right Back At It Again Tour
| Datum           | Stadt                       | Land   | Veranstaltungsort          |
| --------------- | --------------------------- | ------ | -------------------------- |
| 11. August 2013 | Ottawa, Ontario             | Kanada | Ernst & Young Centre       |
| 14. August 2013 | Winnipeg, Manitoba          | Kanada | Winnipeg Convention Centre |
| 16. August 2013 | Calgary, Alberta            | Kanada | BME Centre                 |
| 18. August 2013 | Vancouver, British Columbia | Kanada | Queen Elizabeth Theatre    |
| 20. August 2013 | Edmonton, Alberta           | Kanada | Shaw Conference Centre     |
| 21. August 2013 | Saskatoon, Saskatchewan     | Kanada | Praiseland                 |

### House Party Tour
| Datum              | Stadt                        | Land               | Veranstaltungsort               |
| ------------------ | ---------------------------- | ------------------ | ------------------------------- |
| 11. September 2013 | Denver, Colorado             | Vereinigte Staaten | First Bank Arena                |
| 12. September 2013 | Salt Lake City, Utah         | Vereinigte Staaten | Salt Air                        |
| 15. September 2013 | Chicago, Illinois            | Vereinigte Staaten | Humboldt Park, Riot Fest        |
| 17. September 2013 | Seattle, Washington          | Vereinigte Staaten | WaMu Theater                    |
| 18. September 2013 | Portland, Oregon             | Vereinigte Staaten | Expo Center                     |
| 20. September 2013 | San Jose, Kalifornien        | Vereinigte Staaten | Events Center – San Jose State  |
| 22. September 2013 | Tucson, Arizona              | Vereinigte Staaten | KMFA Fall Ball                  |
| 23. September 2013 | Henderson, Nevada            | Vereinigte Staaten | Henderson Pavilion              |
| 24. September 2013 | Toronto, Ontario             | Kanada             | Downsview Park, Riot Fest       |
| 25. September 2013 | Tulsa, Oklahoma              | Vereinigte Staaten | Tulsa Convention Center         |
| 26. September 2013 | Austin, Texas                | Vereinigte Staaten | Cedar Park Center               |
| 28. September 2013 | Dallas, Texas                | Vereinigte Staaten | Quick Trip Park                 |
| 30. September 2013 | Lincoln, Nevada              | Vereinigte Staaten | Pershing                        |
| 01. Oktober 2013   | Minneapolis, Minnesota       | Vereinigte Staaten | Roy Wilkins Auditorium          |
| 03. Oktober 2013   | Bloomington, Illinois        | Vereinigte Staaten | US Cellular                     |
| 04. Oktober 2013   | Sterling Heights, Michigan   | Vereinigte Staaten | 89X Fest                        |
| 05. Oktober 2013   | Columbus, Ohio               | Vereinigte Staaten | LC Pavillion                    |
| 06. Oktober 2013   | Pittsburgh, Pennsylvania     | Vereinigte Staaten | Stage AE                        |
| 08. Oktober 2013   | Lowell, Massachusetts        | Vereinigte Staaten | Tsongas Arena                   |
| 09. Oktober 2013   | Uncasville, Connecticut      | Vereinigte Staaten | Mohegan Sun                     |
| 11. Oktober 2013   | Trenton, New Jersey          | Vereinigte Staaten | Sun National Bank Center        |
| 12. Oktober 2013   | Bethlehem, Pennsylvania      | Vereinigte Staaten | Bethlehem Events Center         |
| 13. Oktober 2013   | Greensboro, North Carolina   | Vereinigte Staaten | Greensboro Coliseum             |
| 14. Oktober 2013   | Norfolk, Virginia            | Vereinigte Staaten | Constant Convocation Center     |
| 16. Oktober 2013   | Atlanta, Georgia             | Vereinigte Staaten | Aarons Amphitheatre at Lakewood |
| 17. Oktober 2013   | Simpsonville, South Carolina | Vereinigte Staaten | Charter Amphitheater            |
| 20. Oktober 2013   | Houston, Texas               | Vereinigte Staaten | Reliant Center                  |
| 23. Oktober 2013   | Boca Raton, Florida          | Vereinigte Staaten | Sunset Cove Amphitheater        |
| 24. Oktober 2013   | Orlando, Florida             | Vereinigte Staaten | UCF Arena                       |

### Sempiternal-Tour
| Datum             | Stadt                    | Land        | Veranstaltungsort   |
| ----------------- | ------------------------ | ----------- | ------------------- |
| 30. Oktober 2013  | Glasgow                  | Schottland  | O₂ Academy          |
| 31. Oktober 2013  | Newcastle-upon-Tyne      | England     | O₂ Academy          |
| 01. November 2013 | Birmingham               | England     | O₂ Academy          |
| 02. November 2013 | Birmingham (Zusatz-Show) | England     | O₂ Academy          |
| 04. November 2013 | Manchester               | England     | O₂ Academy          |
| 05. November 2013 | Manchester (Zusatz-Show) | England     | O₂ Academy          |
| 06. November 2013 | London                   | England     | Brixton O₂ Academy  |
| 07. November 2013 | London (Zusatz-Show)     | England     | Brixton O₂ Academy  |
| 09. November 2013 | Köln                     | Deutschland | E-Werk              |
| 10. November 2013 | Wiesbaden                | Deutschland | Schlachthof         |
| 11. November 2013 | Stuttgart                | Deutschland | LKA Longhorn        |
| 12. November 2013 | Tilburg                  | Niederlande | 013                 |
| 13. November 2013 | Brüssel                  | Belgien     | AB                  |
| 15. November 2013 | Paris                    | Frankreich  | Bataclan            |
| 16. November 2013 | Bordeaux                 | Frankreich  | Le Rocher de Palmer |
| 17. November 2013 | Barcelona                | Spanien     | Sala Bikini         |
| 18. November 2013 | Madrid                   | Spanien     | Sala Arena          |
| 19. November 2013 | Bilbao                   | Spanien     | Sala Santana        |
| 21. November 2013 | Lausanne                 | Schweiz     | Les Docks           |
| 22. November 2013 | Solothurn                | Schweiz     | Kofmehl             |
| 23. November 2013 | Treviso                  | Italien     | New Age             |
| 24. November 2013 | Rom                      | Italien     | Orion               |
| 25. November 2013 | Mailand                  | Italien     | Alcatraz            |
| 26. November 2013 | Wien                     | Österreich  | Gasometer           |
| 27. November 2013 | München                  | Deutschland | Theaterfabrik       |
| 29. November 2013 | Leipzig                  | Deutschland | Werk II             |
| 30. November 2013 | Herford                  | Deutschland | X                   |
| 01. Dezember 2013 | Berlin                   | Deutschland | Huxleys             |
| 02. Dezember 2013 | Hamburg                  | Deutschland | Große Freiheit      |
| 04. Dezember 2013 | Malmö                    | Schweden    | KB                  |
| 05. Dezember 2013 | Stockholm                | Schweden    | Arenan              |
| 07. November 2013 | Oulu                     | Finnland    | Teatria             |
| 08. November 2013 | Helsinki                 | Finnland    | Circus              |

## Kommerzieller Erfolg

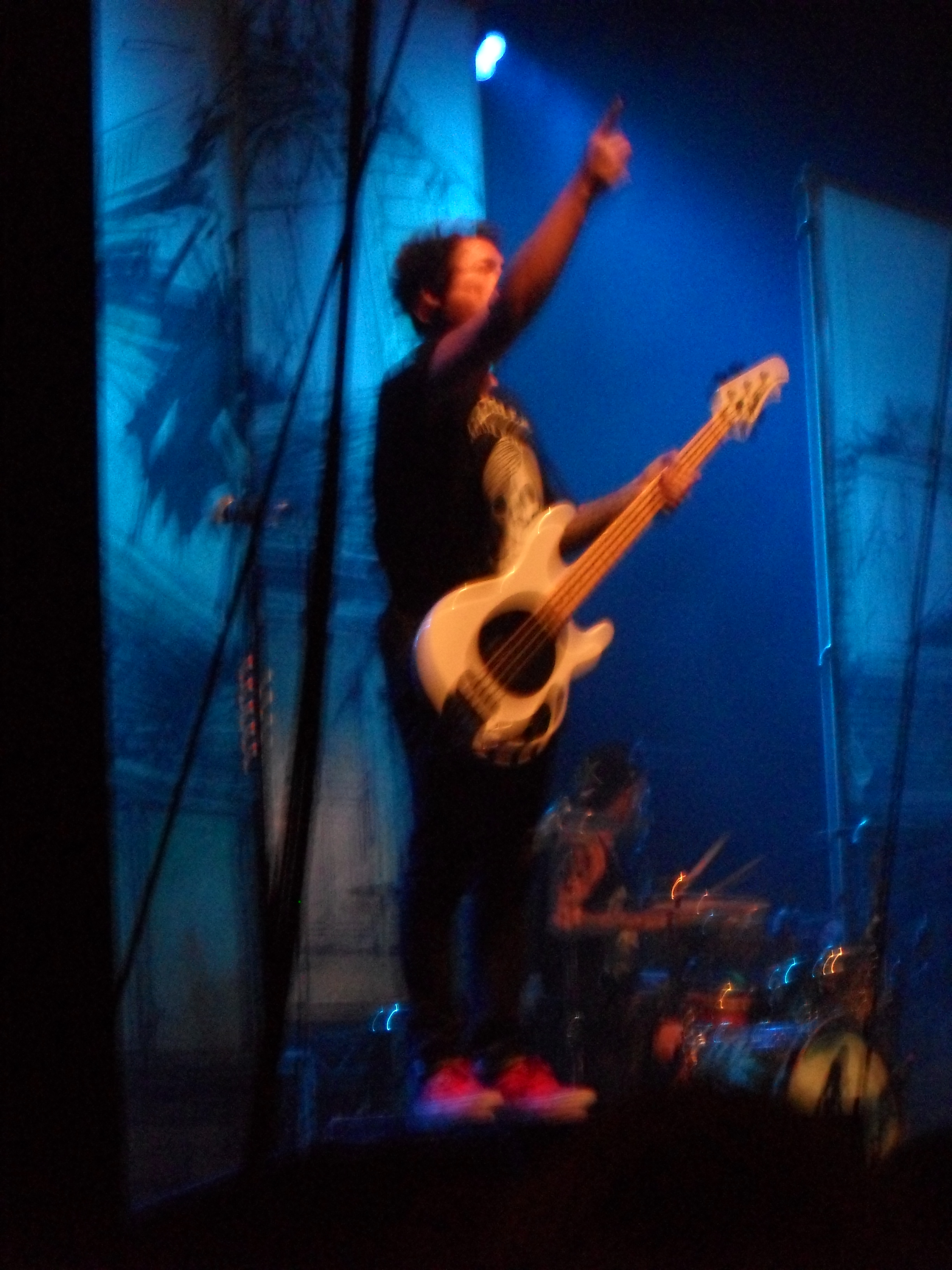
Jaime Preciado am 9. November 2013 im E-Werk in Köln.

Die Konzerte der Band, die zur Collide with the Sky-Welttournee gehören, waren meist gut besucht. So waren die Auftritte in Birmingham, London, Glasgow, Newcastle-upon-Tyne und Manchester (Zusatz-Show), sowie die Konzerte in Köln, Paris, Barcelona, Paris und Solothurn allesamt ausverkauft. Die Nachfrage in Birmingham, London und Manchester war dermaßen groß, sodass drei Zusatz-Konzerte angesetzt werden mussten. Auch die Auftritte bei Rock im Park und Rock am Ring (jeweils auf der Clubstage) wurden von mehr als 1,000 Besuchern beobachtet. Beide Festivals waren ausverkauft. In Australien waren alle fünf Konzerte, die im Rahmen des Soundwave Festivals stattfanden, ebenfalls ausverkauft. In Perth besuchten insgesamt 45,000 Menschen das Festival. Allerdings musste die Band ihr Set, aufgrund mehrerer Unstimmigkeiten zwischen dem Veranstalter und der Regierung Western Australias, abgebrochen werden.
Auch die Konzerte der Warped Tour waren gut besucht. Die Konzertgelände fassten teilweise zwischen 10,000 und 25,000 Menschen. Die Konzerte in Südostasien, auf dem Soundwave Festival, der Collide with the Sky Tour, der Spring Fever Tour, der UK-Spring-Tour, sowie den Auftritten bei Rock am Ring bzw. Rock im Park und in Südamerika, wurden von einem Kamerateam begleitet und zu einer Tour-Dokumentation zusammengeschnitten. Diese Dokumentation berichtet über das Tourleben der Musiker abseits der Bühne. Der Film trägt den Namen This Is a Wasteland und erschien gemeinsam mit der Neuauflage des Albums Collide with the Sky am 25. November 2013.
Auch die beiden Konzertreisen durch das Vereinigte Königreich waren größtenteils ausverkauft.

## Kurioses und Wissenswertes
- Am Abend des 15. Mai 2013 brach sich Bassist Jaime Preciado den Fuß. Am Tag darauf sollte ein Konzert in Portsmouth folgen. Er absolvierte die restlichen Shows im Vereinigten Königreich mit Schiene und Gehilfe.[32] Wenige Wochen später verletzte sich auch Sänger Vic Fuentes am Fuß.
- Die Musiker nahmen am 13. Juni 2013 an der Preisverleihung des Kerrang! Awards teil, da die Band in vier Kategorien nominiert wurde. Sie gewannen in der Kategorie Bestes Video für King for a Day.[33]
- Kurz nach Bekanntwerden, dass die Gruppe in Südostasien touren würden, waren Fans in Singapur entsetzt, dass die Tour nicht in diesem Land stattfinden würde. Fans beschlossen mehrere Online-Petitionen zu starten, um die Tour nach Singapur zu bringen. Tatsächlich setzten die Veranstalter aufgrund der riesigen Anfrage im Internet ein Konzert in Singapur an. Wenige Stunden nach Bekanntgabe, dass Singapur auf dem Tourplan hinzugefügt wurde, war das Konzert restlos ausverkauft.[4]